# 1736
1736 (MDCCXXXVI) var ett skottår som började en söndag i den gregorianska kalendern och ett skottår som började en torsdag i den julianska kalendern.

## Händelser

### Januari
- 23 januari – Den nya svenska lagen, 1734 års lag, stadfästs.[1]

### Maj
- 2 maj – En fransk forskningsexpedition bestående av matematikerna och astronomerna Maupertuis, Clairault, Le Monnier och Camus, samt svensken Anders Celsius, avreser från Dunkerque för att ta sig till Tornedalen, för att genom meridianmätning se, om jorden är tillplattad vid polerna.
- 21 maj – Forskningsexpeditionen anländer till Stockholm.
- 23 maj – Västerås slott förstörs till stora delar av en brand. Det återuppbyggs så småningom, efter ritningar av Carl Hårleman.[2][3]

### Juni
- 6 juni – Forskningsexpeditionen avreser från Stockholm mot Tornedalen.
- 21 juni – Forskningsexpeditionen anländer till Torneå. Man utför mätningar under ett år.

### September
- 1 september – Sveriges rikes lag, 1734 års lag, som ersätter de medeltida lagarna Kristofers landslag och stadslagen, träder i kraft.[1]

## Födda
- 17 januari – Matthäus Daniel Pöppelmann, tysk barockarkitekt.
- 19 januari – James Watt, brittisk uppfinnare.
- 25 januari – Joseph-Louis Lagrange, italiensk astronom och matematiker.
- 3 februari – Johann Georg Albrechtsberger, österrikisk kompositör.
- 14 juni – Charles-Augustin de Coulomb, fransk fysiker.
- 12 augusti – Erik af Wetterstedt, svensk ämbetsman.
- 27 oktober – James Macpherson, skotsk författare.
- Edward Waring, brittisk matematiker.
- Mary Brant, politisk mohawkledare.

## Avlidna
- 31 januari – Filippo Juvarra, italiensk arkitekt.
- 16 mars – Giovanni Battista Pergolesi, italiensk kompositör.
- 24 april – Eugen av Savojen, österrikisk adelsman och general.
- 25 juli – Jean-Baptiste Pater, fransk målare.
- 16 september – Daniel Gabriel Fahrenheit, polsk-nederländsk fysiker.
- Bernardino Cametti, italiensk barockskulptör.
- Anna Colbjørnsdatter, norsk nationalhjältinna.

### Fotnoter
1. 1 2  Nationalencyklopedin - Sveriges rikes lag (läst 5 april 2011)
2. ↑  ”Värmlands brandhistoriska klubb”. Arkiverad från originalet den 12 oktober 2011. https://www.webcitation.org/62NB7kO36?url=http://www.brandhistoriska.org/olyckor_se.html. Läst 25 mars 2011.
3. ↑  ”Slottsguiden”. https://slottsguiden.info/slottdetalj.asp?id=42.